# Запашный, Мстислав Мстиславович
Мстислав Мстиславович Запашный (род. 15 июня 1967, Новороссийск, Краснодарский край) — советский и российский цирковой артист, дрессировщик хищных животных, режиссёр. Народный артист Российской Федерации (2003).

## Биография
Мстислав Мстиславович Запашный (младший) родился 15 июня 1967 года в Новороссийске, во время гастролей цирка шапито, в котором работали «звёздные» родители. О себе потомственный цирковой артист рассказывает: «Родился в опилках, в опилках и рос». Мстислав Запашный принадлежит к знаменитой династии цирковых артистов Запашных, которая берёт своё начало в 1882 году.
Отец — Мстислав Михайлович Запашный (1938—2016), советский и российский артист-дрессировщик, режиссёр-постановщик, народный артист СССР, участник цирковой группы «Братья Запашные».
Мать — Долорес Павловна Запашная (24 марта 1941, Приморский край, Хасанский район), закончив цирковое училище, работала в таких жанрах циркового искусства, как гимнастика.
Дед — Михаил Сергеевич Запашный пришёл в цирк, что называется, «с улицы». Недюжинная физическая мощь портового грузчика из Ейска привлекла внимание известного борца Ивана Поддубного, который и пригласил силача на манеж. Здесь он познакомился с будущей женой — Лидией Карловной Запашной, дочерью знаменитого клоуна и эксцентрика Карла Томпсона, который в конце XIX века гастролировал в России под псевдонимом Мильтон. В семье Запашных родилось пятеро детей: Сергей (1926—1980), Вальтер (1928—2007), Анна (1931), Мстислав (1938—2016), Игорь (1940). В 1954 году в полном составе братья создали номер «Акробаты-вольтижеры», который до сих пор никто в мире так и не повторил.
Впервые на арену Мстислав вышел, когда ему исполнилось три с половиной года. В первый класс пошёл в Москве в одну из школ в Щёлковском районе в 1974 году. В 11 лет снялся в фильме «Циркачонок» (киностудия М. Горького, 1979).
С 1982 года Мстислав Запашный, несмотря на юный возраст, работает в Росгосцирке на постоянной основе. Пробует себя в самых разных жанрах: жокей-наездник, акробат-вольтижер, гимнаст.
В 1984 году, сменив 44 школы (жизнь в цирковой семье обязывала к гастролям), Мстислав Запашный получает аттестат о среднем обязательном образовании в Нижнем Новгороде.
1985—1987 г.г. — служба в рядах Советской армии (войсковая часть 55605). Мстислав два года служил в полку специального назначения (ныне Кремлёвский полк, кавалерия). Опыт работы с лошадьми, который был приобретён в цирке, пришёлся кстати: Запашный-младший не только ухаживает за вверенными ему питомцами, но и выступает в качестве профессионального наездника.
После завершения солдатской службы Мстислав снова возвращается в цирк и начинает серьёзно заниматься дрессурой. Вскоре поступает на заочное отделение Омского государственного института (позже — Омская академия спорта). Однако в 1991 году прерывает обучение из-за насыщенного циркового графика и восстанавливается в вузе только в 2012 году, но лишь на 2 курс и уже на другой факультет — «Режиссура». В 2015-м Мстислав Запашный получает диплом о высшем профессиональном образовании, защитив дипломную работу на тему «Триумф XXI века. Тигры на зеркальных шарах на земле и в воздухе».
В Росгоссцирке Мстислав Запашный работает 33 года, по октябрь 2015-го, в том числе — и в должности директора Сочинского цирка, после чего начинает частную цирковую практику. В его труппе 48 артистов, 18 из них — принадлежат к именитой цирковой династии. Параллельно — с 1999 года оформляет индивидуальное предприятие и занимается грузоперевозками. В творческих планах — не только гастроли по России, но и за рубежом.

## Личная жизнь
Женился Мстислав Запашный в 1988 году в Минске. От брака с Лилией Фердинандовной Запашной родилось двое детей: сын Ярослав (02.03.1990 г.р.) и дочь Валерия (20.04.1992 г.р.). Однако этот брак распался. Со второй женой Ириной Ивановной Запашной (1968 г.р.) Мстислав познакомился в Сочи в начале 2000-х. Он удочерил ребёнка Ирины Екатерину (1987 г.р.), а 28 января 2003 года в этой семье родилась девочка — Анастасия. В 2013 году Мстислав Запашный официально регистрирует третий брак — с Ириной Николаевной Запашной (13.06.1977 г.р.). Стаж их совместного проживания к тому времени исчислялся девятью годами. В 2008 году их совместный союз скрепила и церковь: пара обвенчалась в Екатеринбурге в храме Святой Екатерины. В семье родилось трое детей: Мстислав (07.06.2006 г.р., Санкт-Петербург), Мирослава (25.02.2008 г.р., Нижний Новгород), Святослав (16.10.2010 г.р., Красноярск). В семье воспитывалась и дочь Ирины от второго брака.

## Награды и звания
- Заслуженный артист Российской Федерации (26 мая 1994) —  за заслуги в области циркового искусства[1]
- «GRAND—PRIX» — Национальная Премия «ЦиркЪ-2002» (2002)[2]
- Народный артист Российской Федерации (2003)[3]
- Почётная грамота Президента Российской Федерации (2017)[4].